# 인권연대

인권연대(人權連帶, Human Rights Solidarity)는 대한민국의 인권단체다. 1999년 7월 2일에 창립되었으며, 오창익 사무국장을 비롯한 활동가들과 운영위원들로 구성되어 있다.
1999년 5월, 짧지 않은 시간을 인권현장을 뛰었던 인권운동가들이 새로운 인권단체의 필요성을 느끼게 되었고, 두 달 정도의 준비 기간을 거쳐 창립하였다.
창립 준비 기간에 월간 ‘말’과 준비위원들의 의견을 통해 접수된 이름 중 [시민의 권리21]과 [인권사랑시민연대], [인권실천시민연대] 등의 이름이 경합을 하였다. 준비위원들은 인권은 부지런한 실천을 통해서만 앞으로 나아갈 수 있다는 생각으로 단체 이름에 ‘실천’을 강조하기로 하였다. 그래서 공식명칭은 인권실천시민연대로 약칭은 인권연대로 정하게 되었다.

인권연대는 1999년 창립 이래 정부나 기업의 지원을 사양하고 오로지 시민의 참여로만 단체를 운영하고 있다. 재정자립도 100% 단체다. 장발장은행도 같은 방식으로 운영하고 있다. 그렇지만, 활동은 무척 실용적이다. 남영동 대공분실 폐쇄, 군대에서 핸드폰 사용, 명절 고속도로 통행료 면제 등 셀 수 없이 많은 일을 했다.
- 인권
- 세계인권선언
- 시민단체